# Festivalul Gion
Festivalul Gion (祇園祭 Gion Matsuri?)  este unul din trei mari festivaluri  japoneze. Evenimentul se petrece anual pe parcursul lunii iulie în orașul japonez Kyoto, fiind organizat de templul  șintoist Yasaka din sectorul Higashiyama. Festivalul are o importanță majoră pentru locuitorii Kyoto, care cred că sunt protejați de către zeitățile templului Yasaka.
Cea mai spectaculoasă parte a festivalului este procesiunea a 32 care, acoperite cu tapiserii vechi și scumpe, prin străzile orașului, începând cu cartierul Shijo în sectorul Shimonogyo. Carurile sunt iluminate de lanterne și acompaniate de gonguri, flute și tamburine. O altă procesiune scoate din Yasaka 3 altare portabile, care ar găzdui spiritele zeităților, le duce prin zonele de reședință a credincioșilor până la cartierul Shijo.
Spre sfârșitul lunii altarele portabile sunt aduse înapoi în templul Yasaka, unde are loc un ritual, prin care spiritele zeităților sunt chemate să urmeze procesiunea și să se întoarcă în templu. Mai târziu are loc ritualul de purificare, în care altarele portabile sunt „spălate” cu apa din râul Kamo (Kamogawa). Festivalul se încheie pe 31 iulie cu un ritual de purificare în incinta templului, unde toți vizitatorii pot trece sub o girlandă gigantică împletită care se spune că aduce sănătate.

## Istoric
Festivalul a apărut ca parte a ritualului de purificare pentru a liniști zeii care, potrivit credințelor, aduc incendii, inundații și cutremure. Conform acestor credințe, epidemia de ciumă, de care sufereau locuitorii în 869, ar fi fost provocată de Gozu Tennō (牛頭天王?), un zeu violent. Împăratul Seiwa a ordonat ca toți locuitorii să se roage lui Susanoo-no-mikoto, zeului din templul Yasaka. Șasezeci și șase halebarde stilizate și împodobite, câte una pentru fiecare provincie a Japoniei medievale, au fost pregătite și ridicate în livada Shinsen-en, împreună cu altarele portabile (mikoshi) din templul Yasaka.
Această practică a fost repetată ori de câte ori izbucnea epidemia. În anul 970, ritualul a fost declarat un eveniment anual și s-a sărbătorit pe parcursul secolelor aproape făr întreruperi. Cu timpul, clasa negustorilor, din ce în ce mai puternică și influentă, l-a transformat într-o precesiune pompoasă și, către perioada Edo (1603-1868), îl folosea pentru a-și expune bunăstarea.
În 1533, the shogunatul Ashikaga a interzis toate evenimentele religioase, provocând protestele locuitorilor, care afirmau ca vor putea trăi fără ritualuri, dar nu și fără procesiune. Astfel festivalul a evoluat în forma sa actuală.

## Peștele hamo
Evenimentul este cunoscut și sub denumirea de festival al hamo (hamo este o specie de pește, probabil țipar-de-mare, despre care se crede că este cel mai gustos anume în această perioadă a anului).

## Galerie

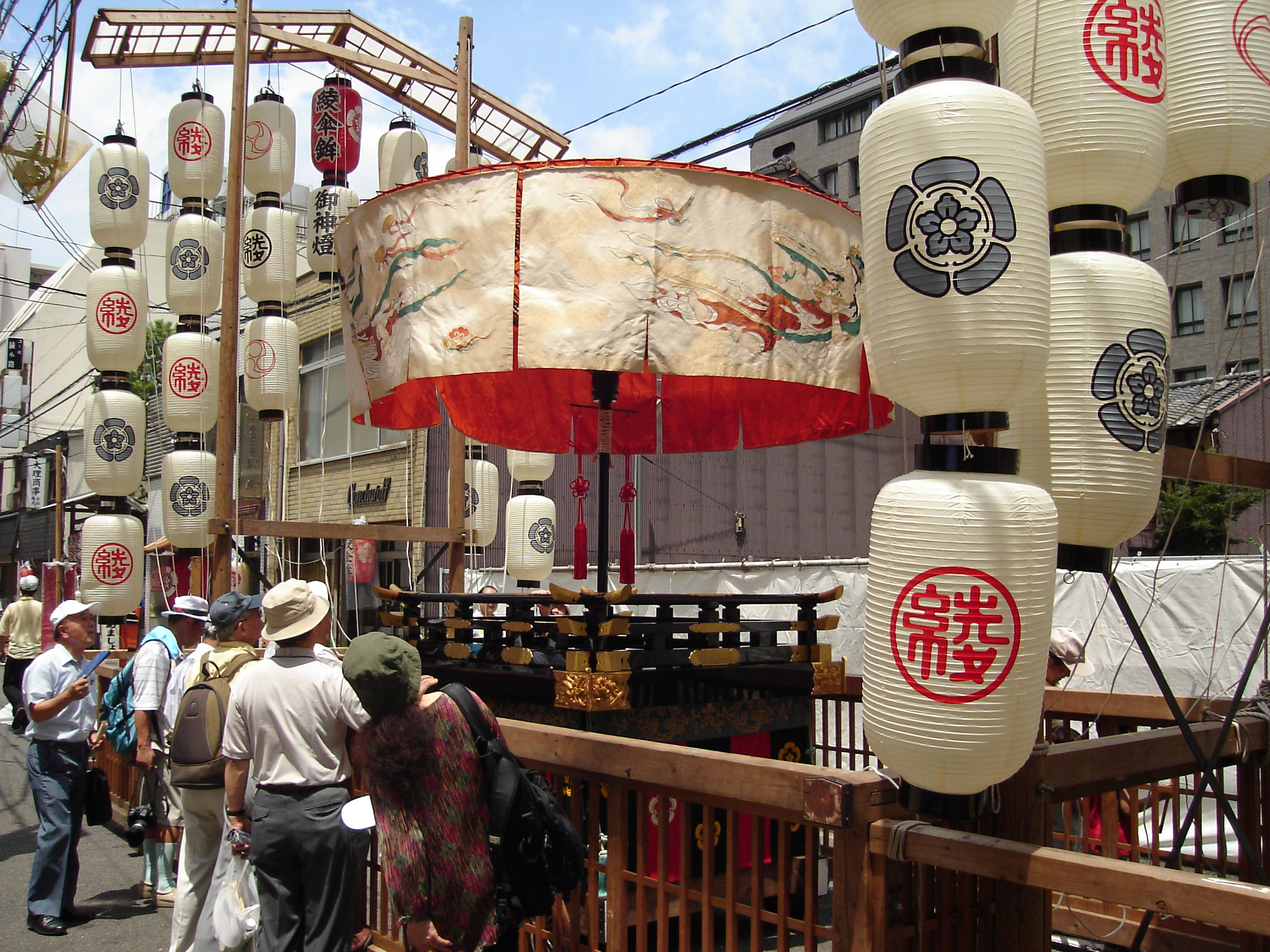
Gion 2004
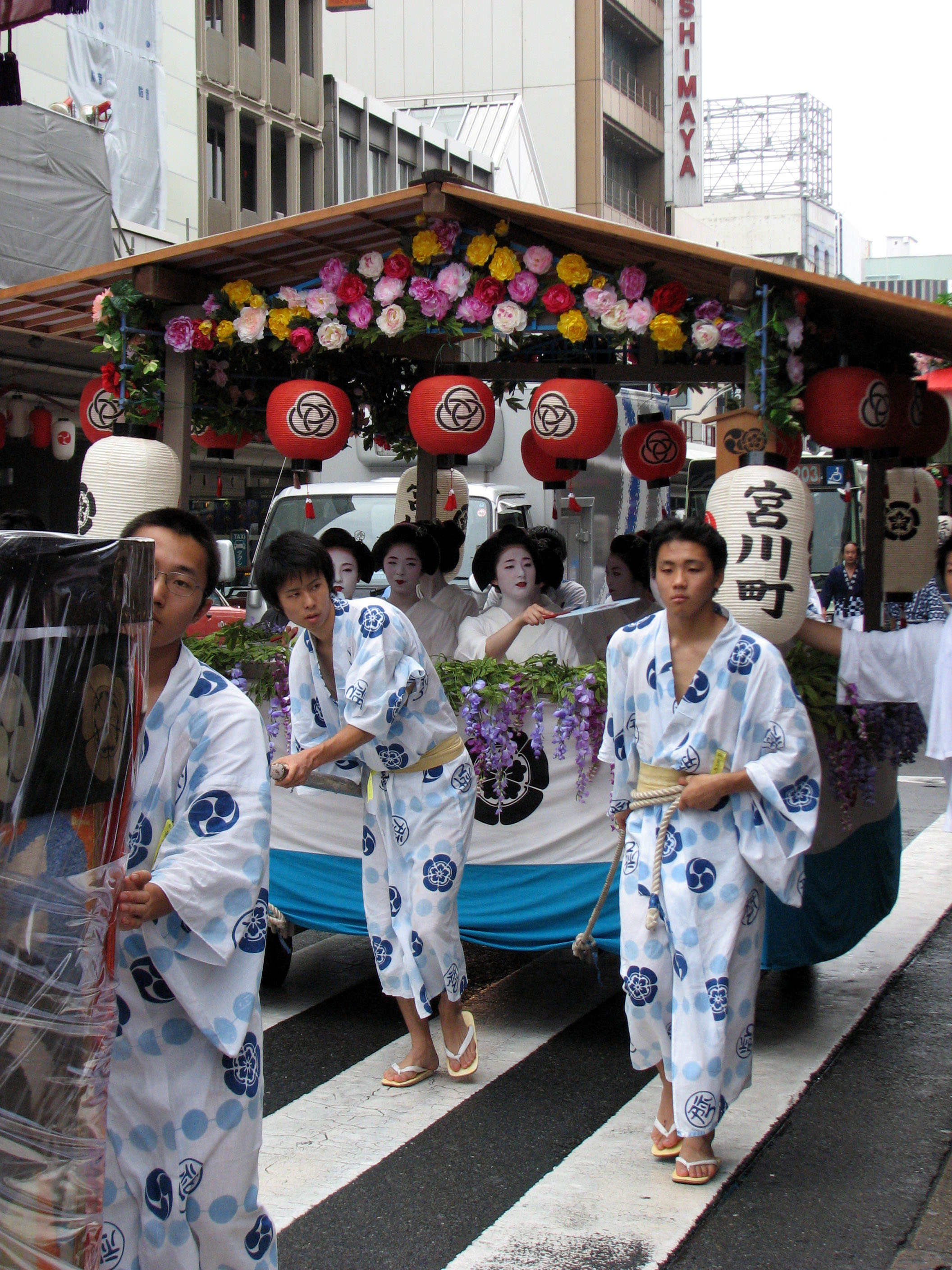
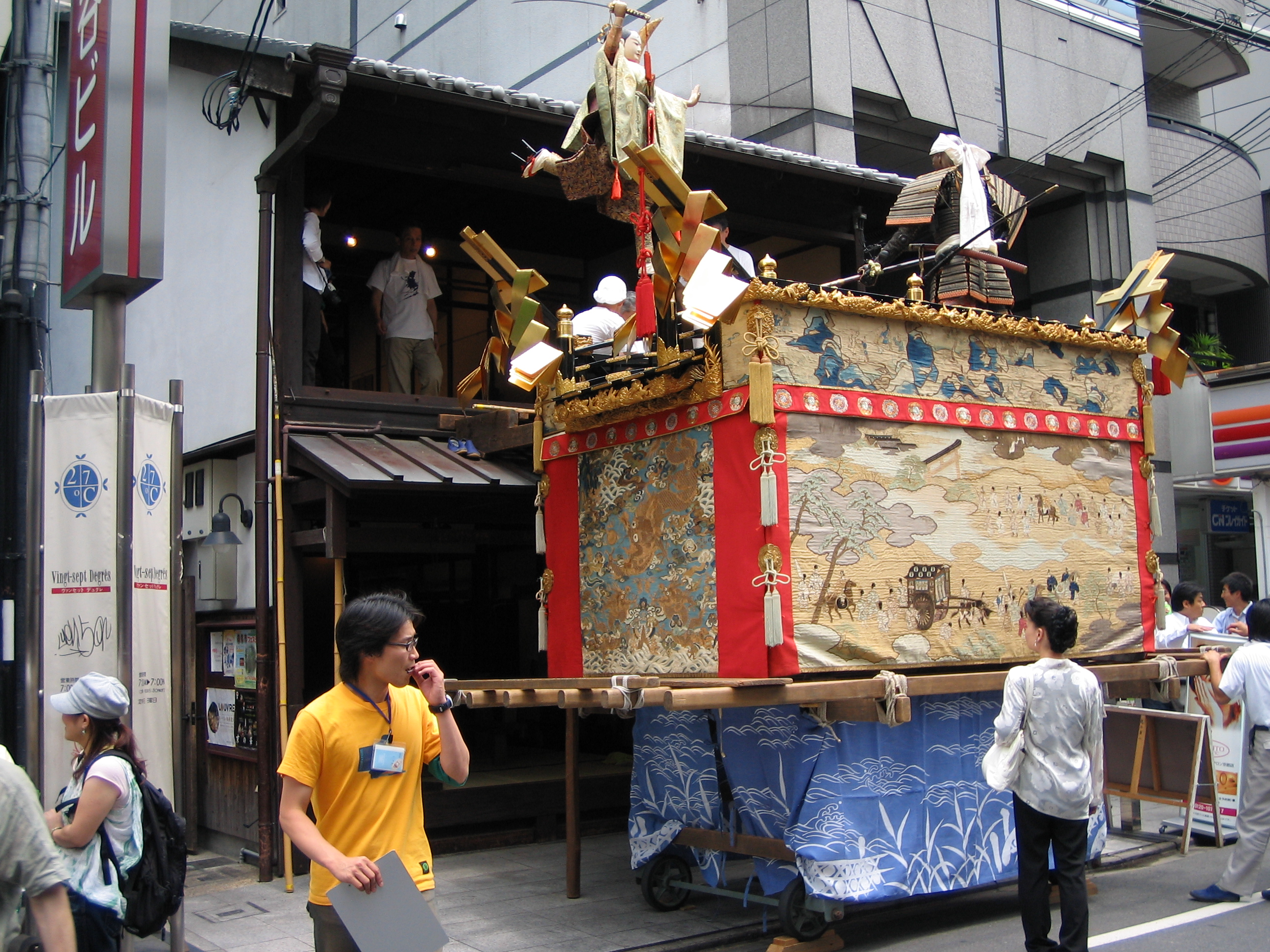
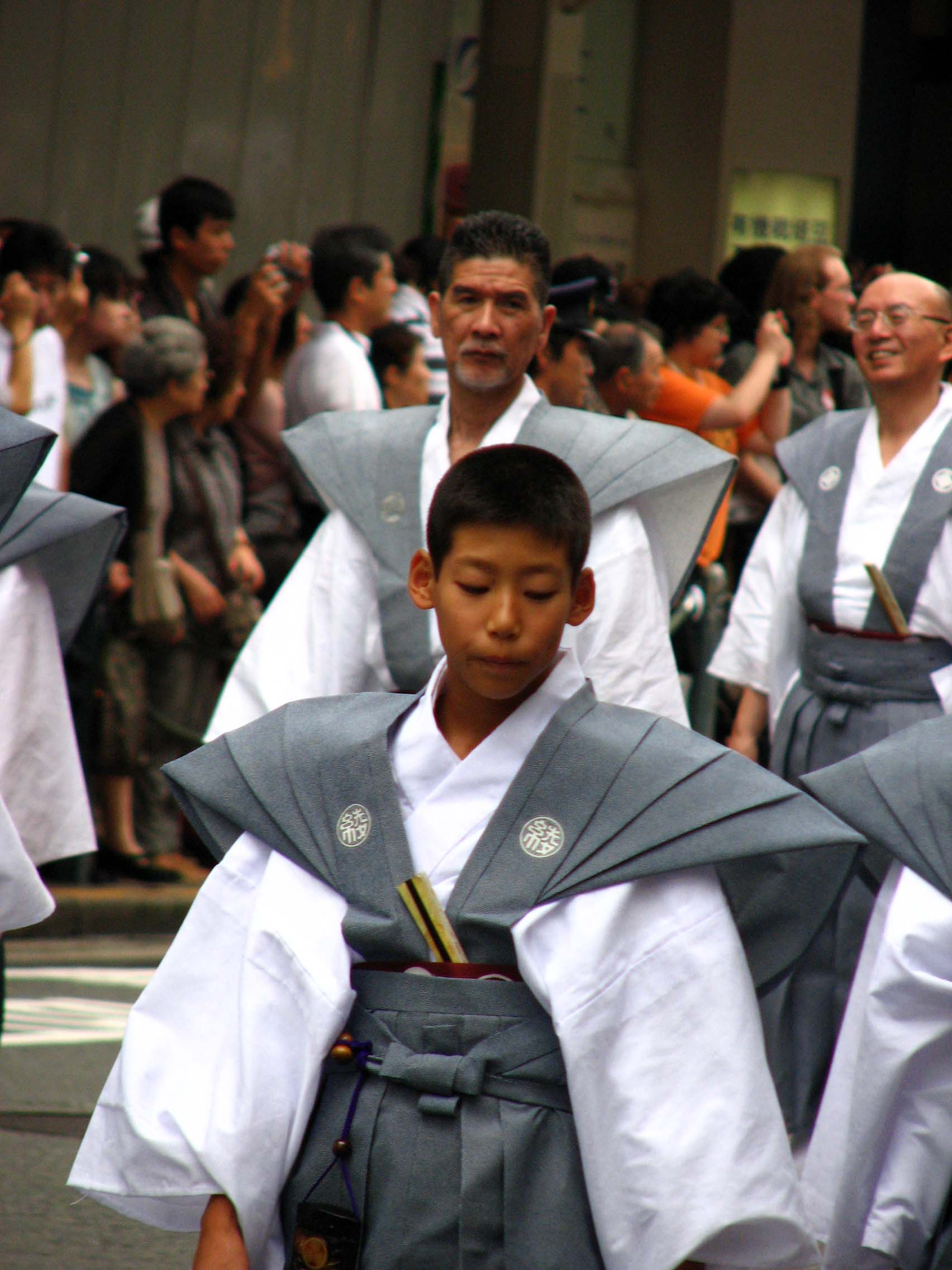
Ayagasaboko
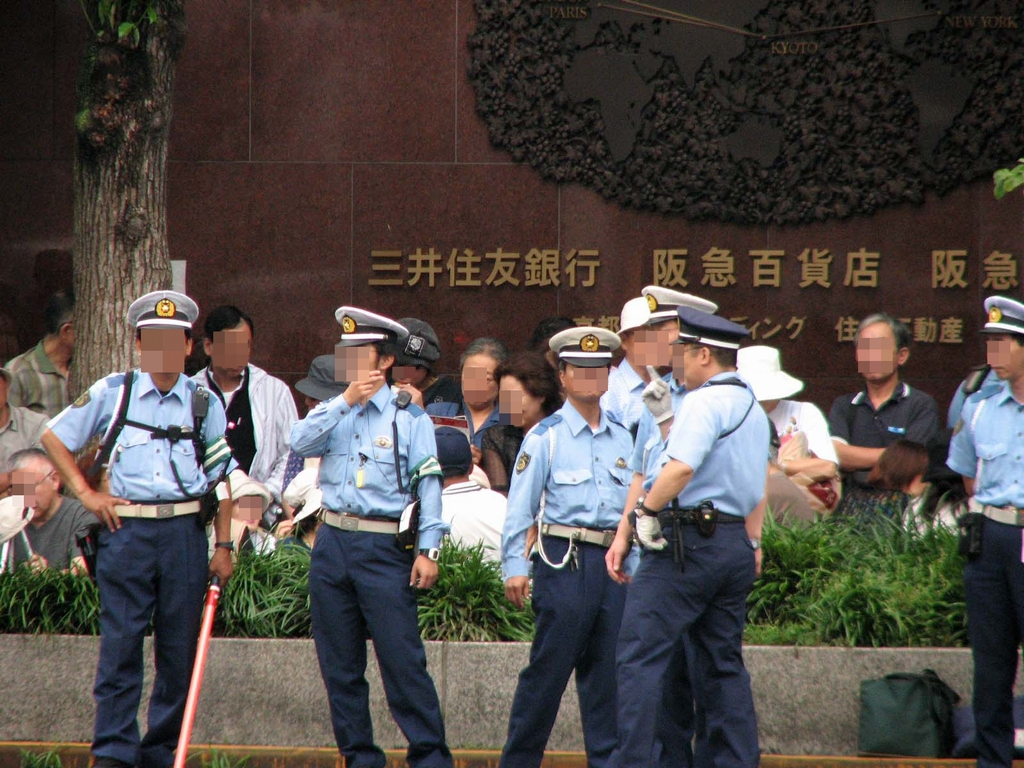
Poliția.
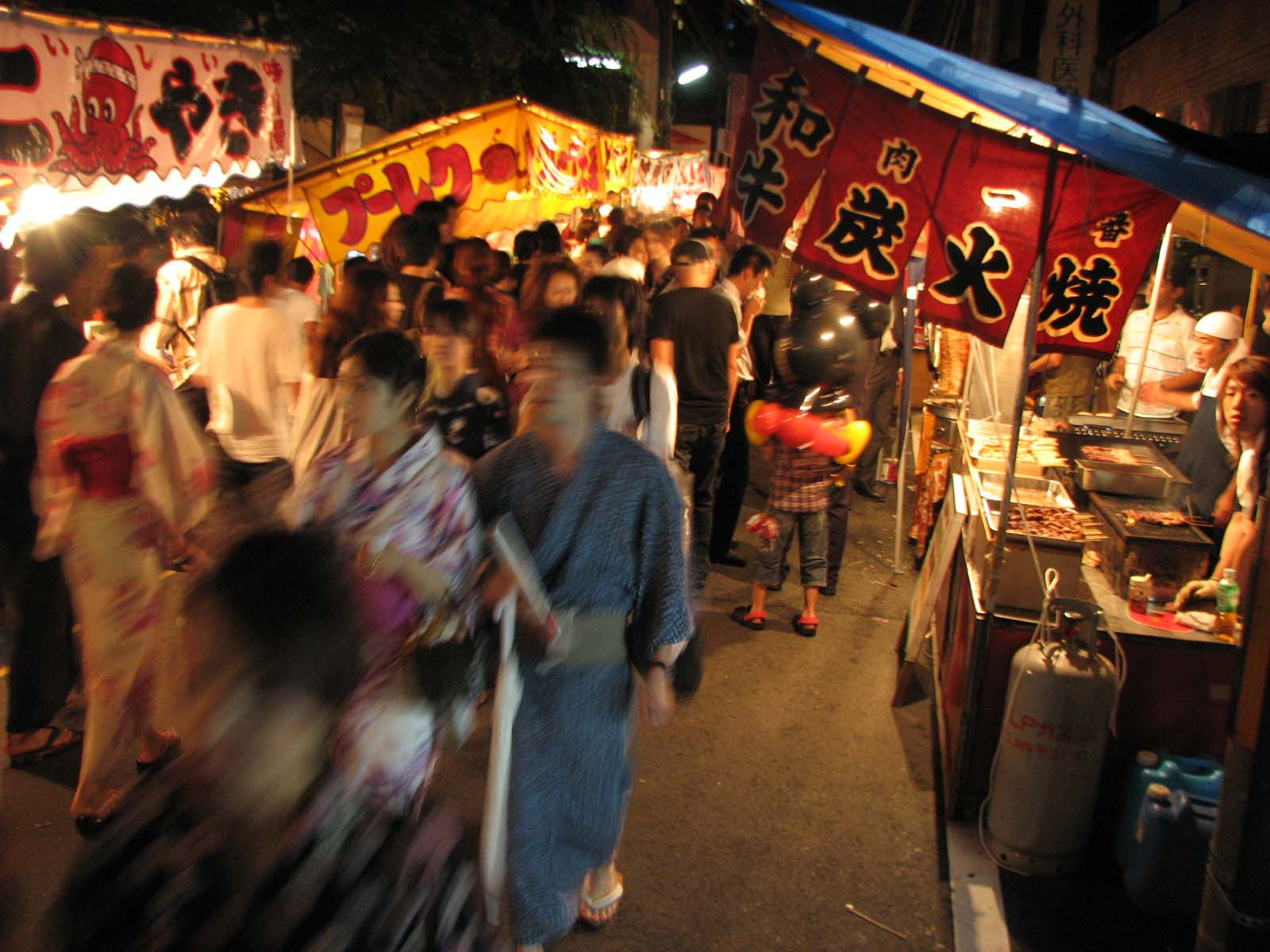
Bucătărie și meșteșuguri autohtone în timpul festivalului.
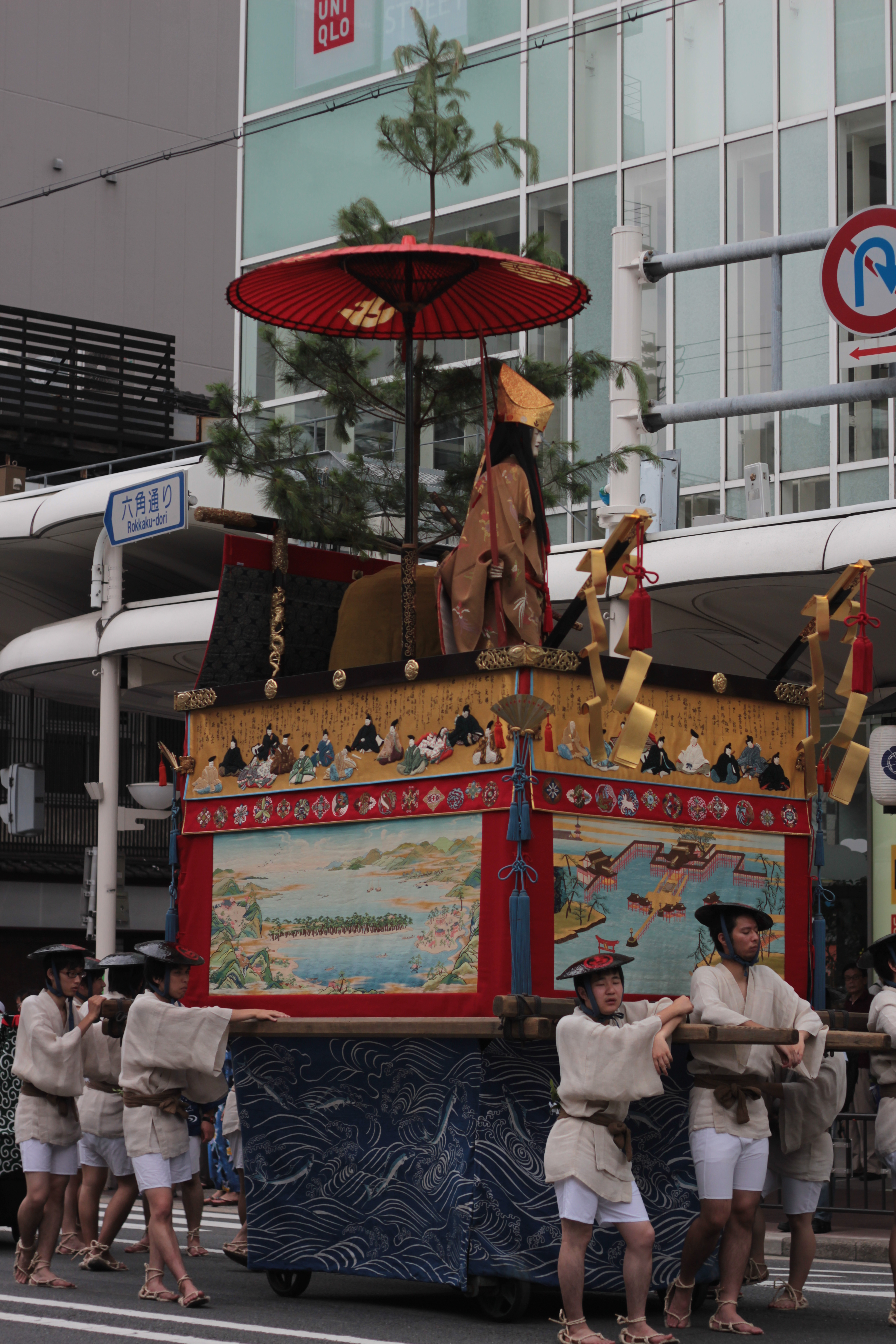
A yamaboko, 2013.
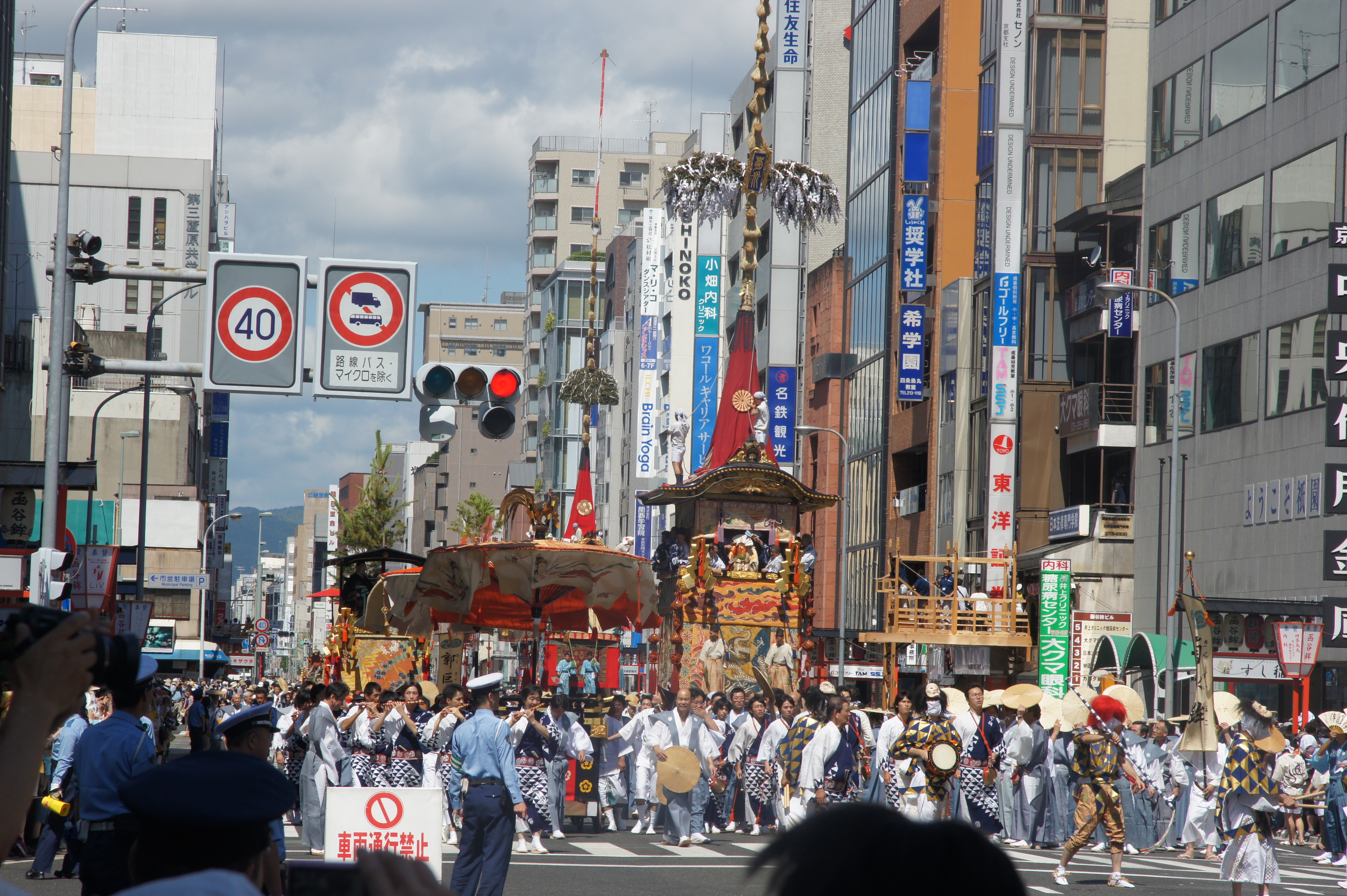
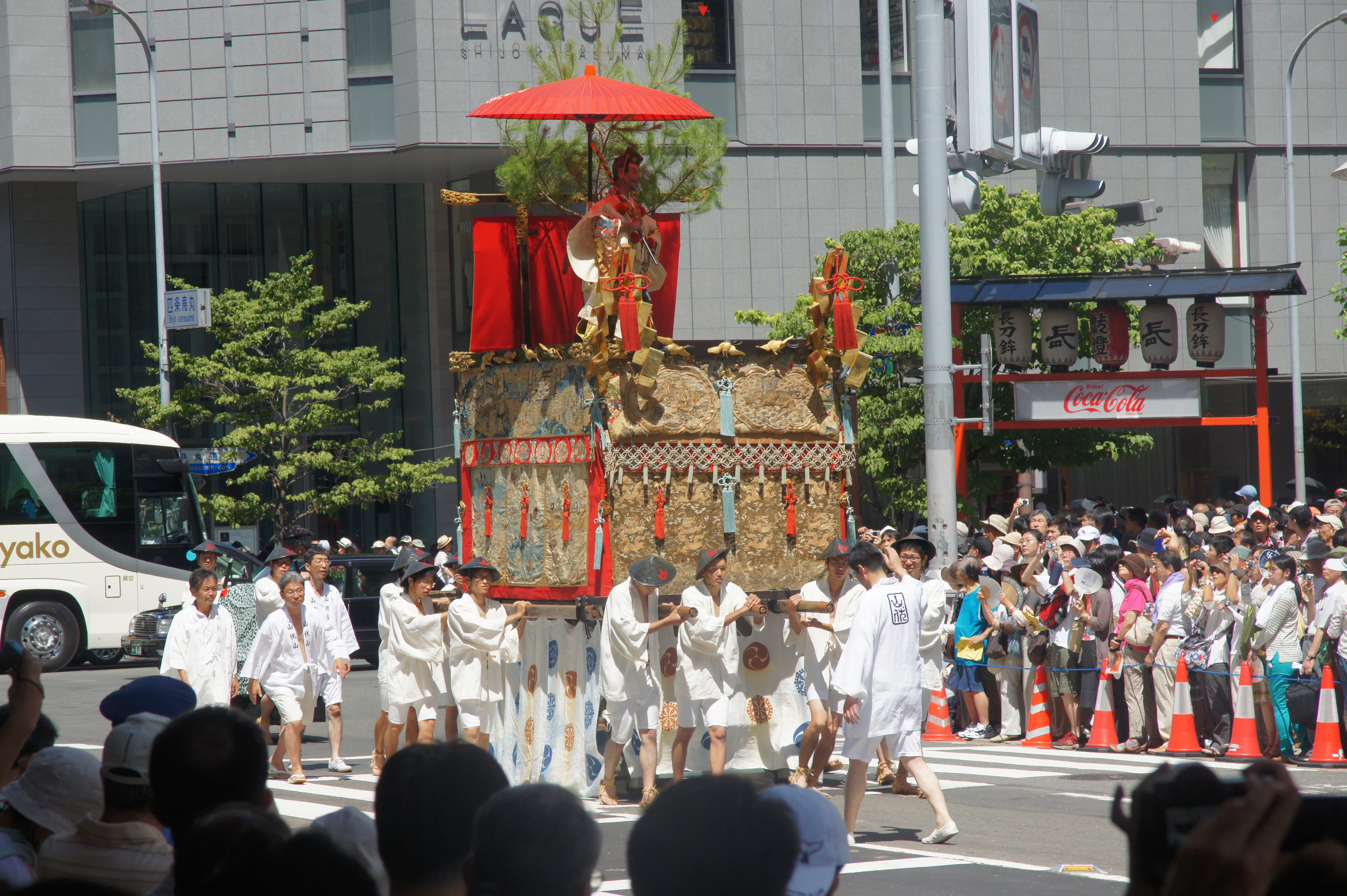
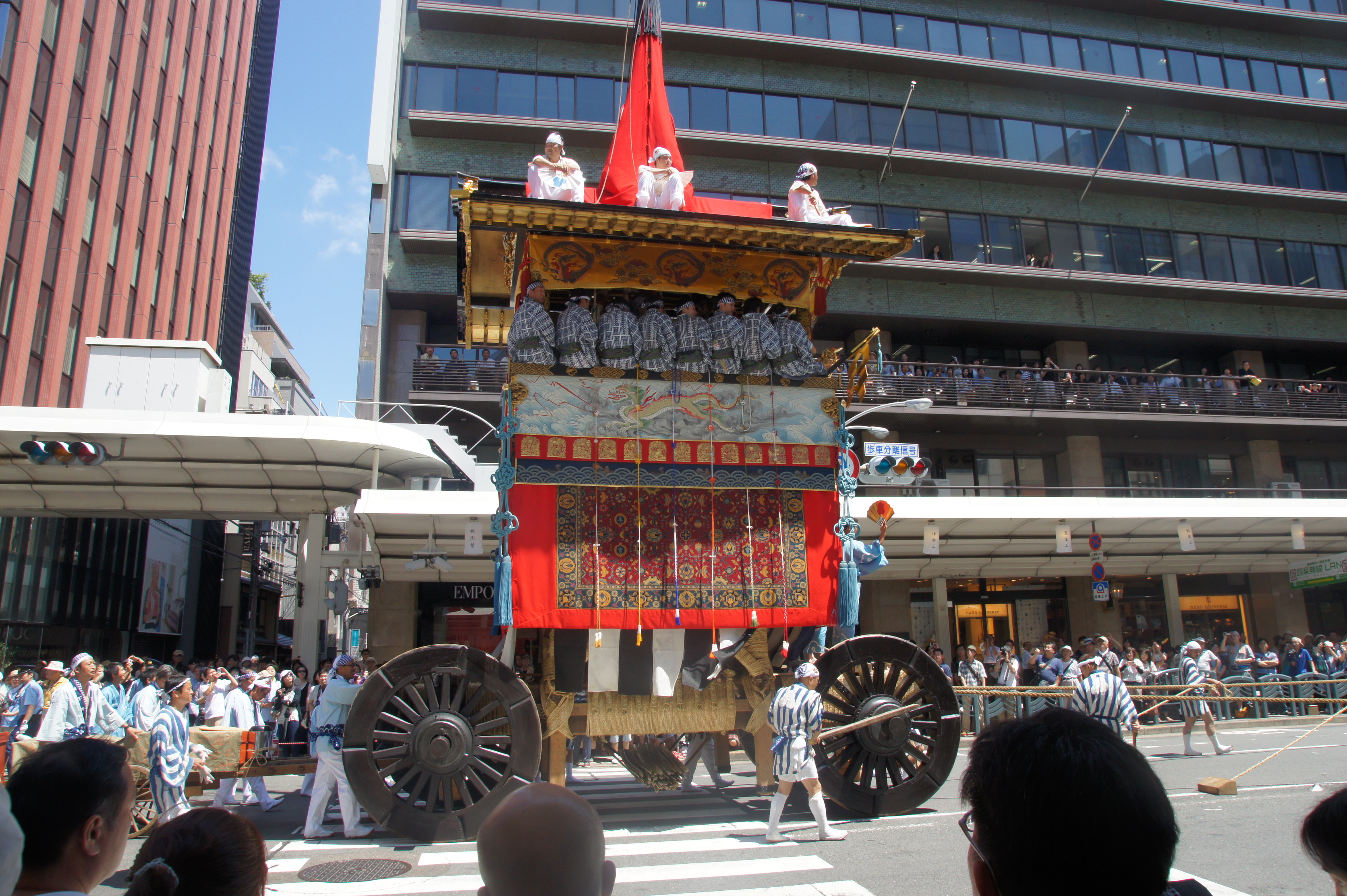
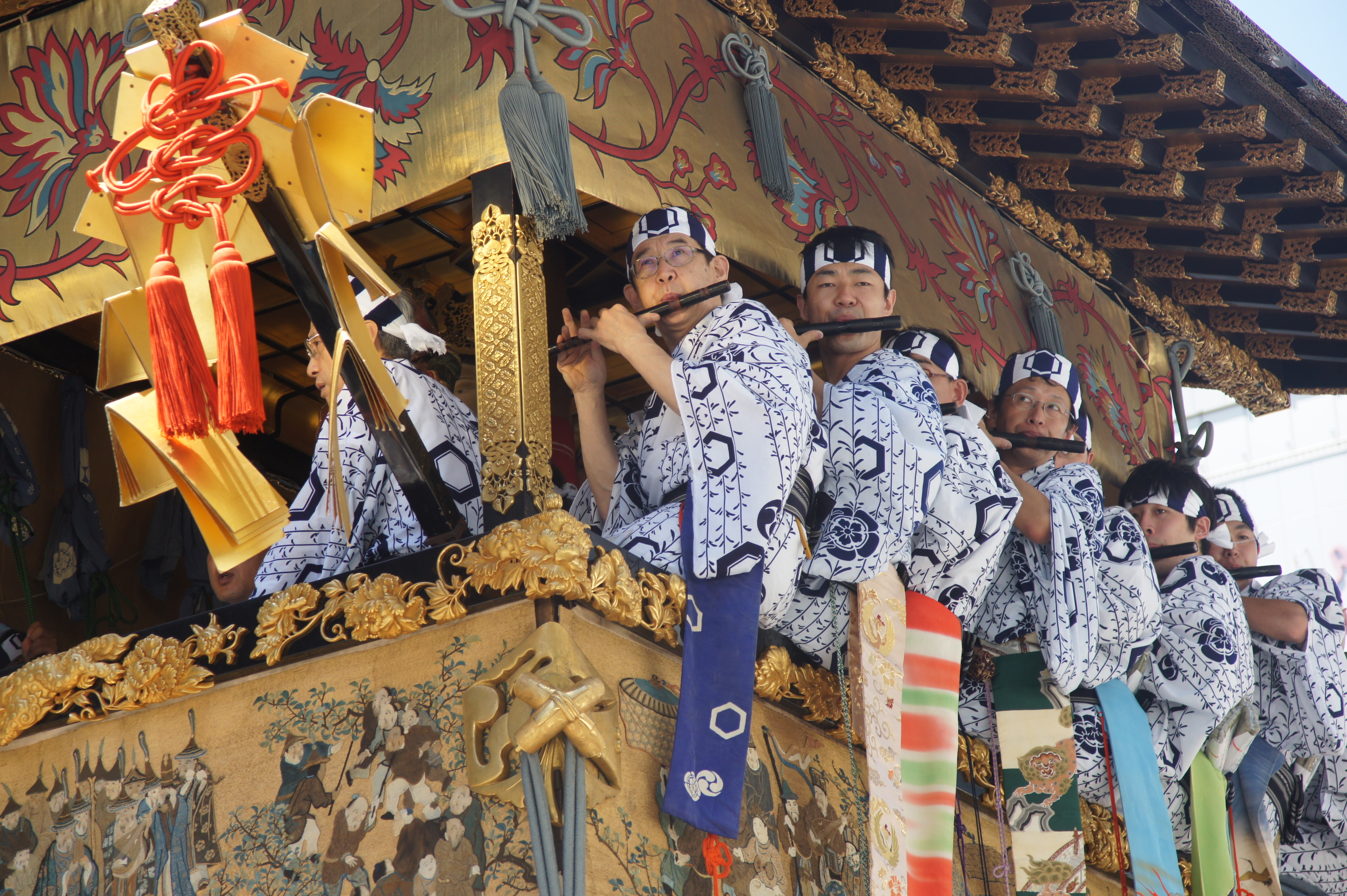
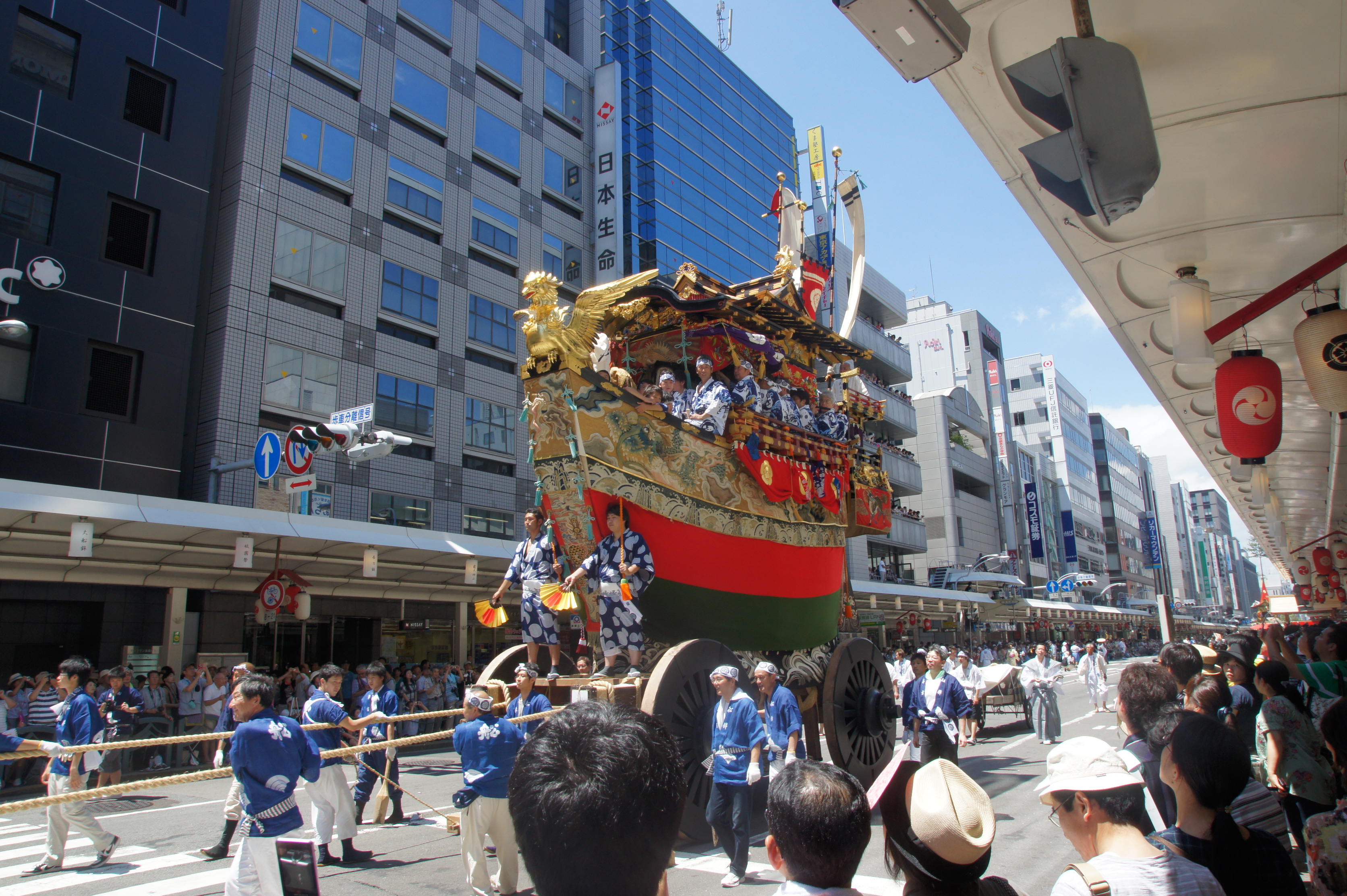
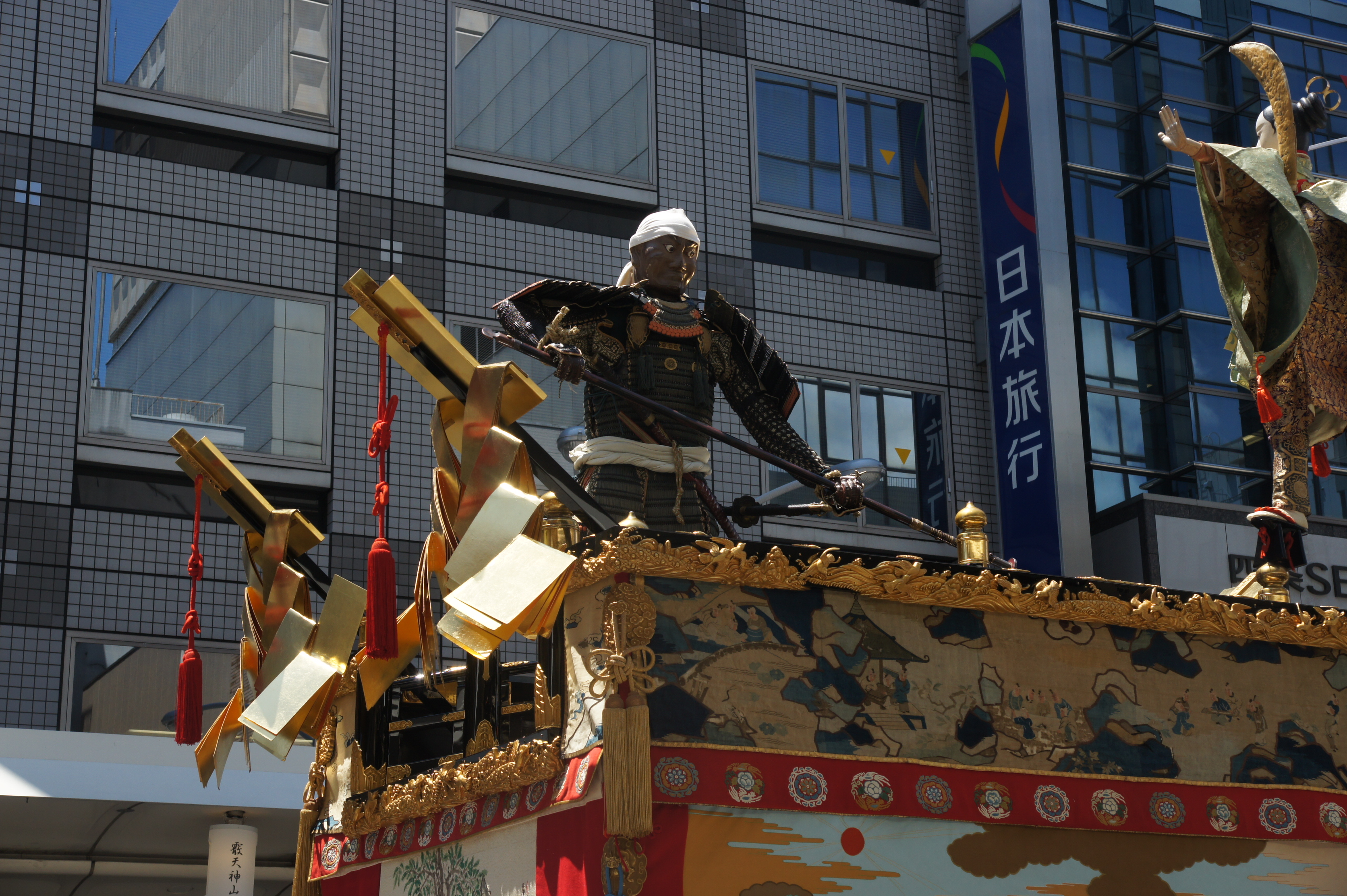
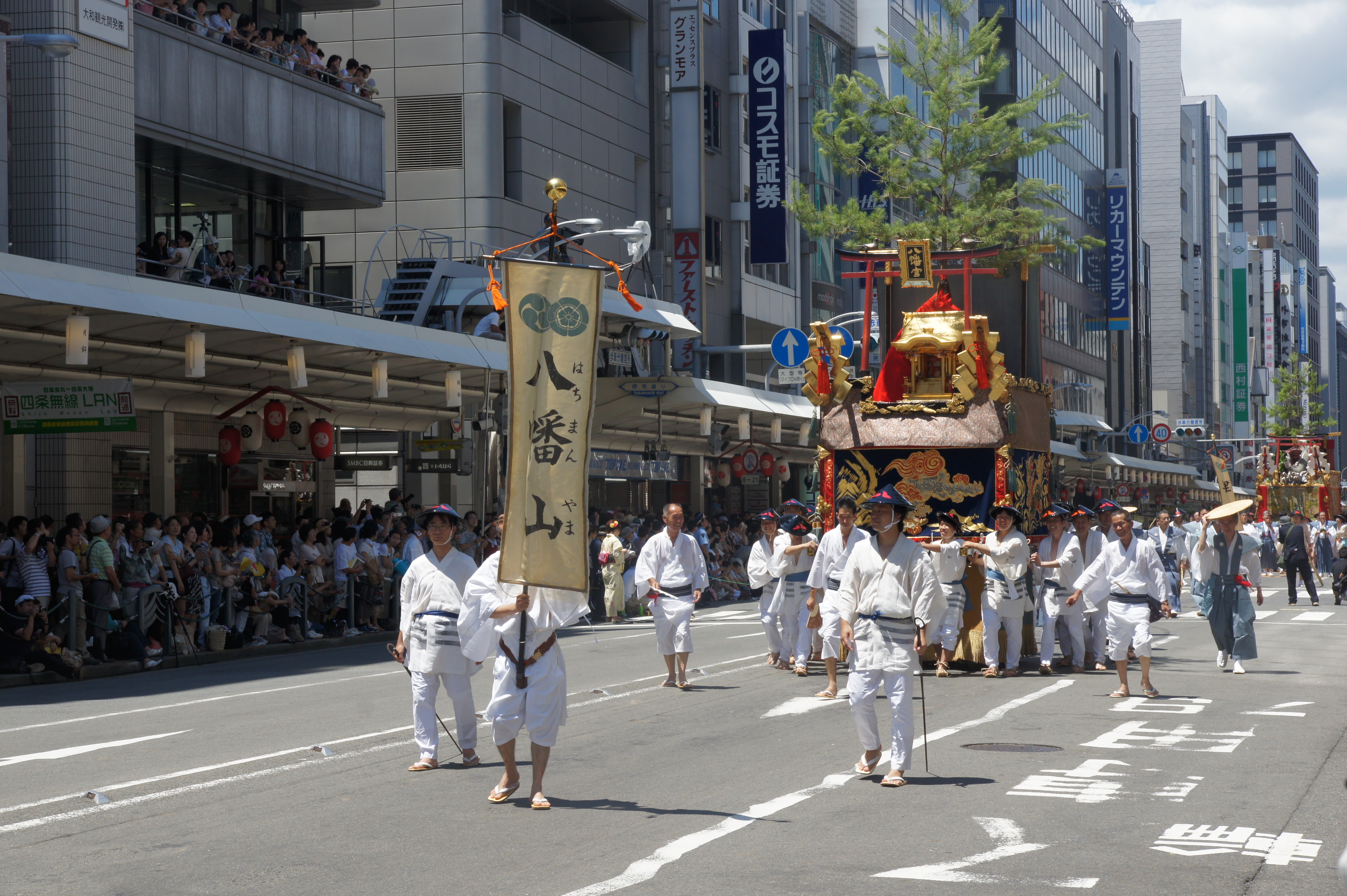